# Lucila Venegas
Lucila Venegas, née le 23 avril 1981 à Guadalajara, est une arbitre internationale mexicaine de football.
Elle est arbitre internationale FIFA depuis 2005. 

## Biographie
Elle officie comme arbitre lors de la Coupe du monde féminine 2015 qui se déroule au Canada, puis lors des Jeux olympiques d'été organisés à Rio de Janeiro.
Elle arbitre également lors du Championnat féminin de la CONCACAF 2010, du Championnat féminin de la CONCACAF 2014, puis du Championnat féminin de la CONCACAF 2018.
Elle est désignée par la FIFA pour officier durant la Coupe du monde féminine 2019 organisée en France.